# Setge d'Alaró (902)
El Setge d'Alaró fou la principal batalla de la conquesta islàmica de Mallorca, que va enfrontar les tropes d'Issam al-Khawlaní amb la resistència dels rum de les Illes Balears que durant vuit anys i cinc mesos foren assetjats pels musulmans al Castell d'Alaró, fins que amb la seva derrota finalment Mallorca fou incorporada a l'Emirat de Qúrtuba.